# Anta de Santa Marta
El anta de Santa Marta, dolmen da Portela o Forno dos Mouros es una estructura megalítica de tipo dolmen localizada en Santa Marta (Penafiel), distrito de Oporto (Portugal). Está representado en el blasón de su freguesia. Es monumento nacional desde 1910.
Probablemente se levantó en el III milenio a. C.. Consta de siete menhires con una laja superior horizontal. Las medidas aproximadas del bloque superior son de 3,3 x 2,1 metros. Antiguamente poseyó un corredor perimetral del cual sólo quedan 10 pilares.